# Pelagobia longicirrata
Pelagobia longicirrata är en ringmaskart som beskrevs av Gravier 1911. Pelagobia longicirrata ingår i släktet Pelagobia och familjen Lopadorhynchidae. Arten har ej påträffats i Sverige. Inga underarter finns listade i Catalogue of Life.